# Taekkyeon

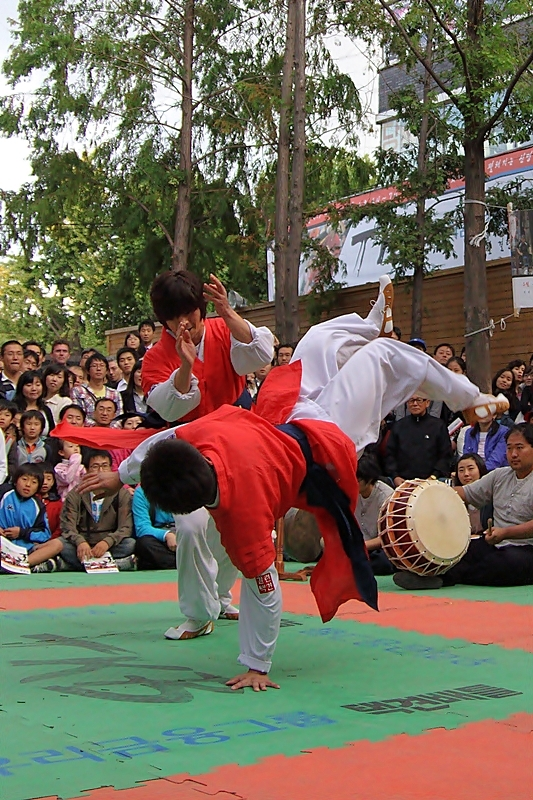
Nal-Chi-Gi

Taekkyeon è un'arte marziale coreana completa e tradizionale, all'apparenza simile ad una danza. In una pittura murale Goguryeo presso la tomba Samsil mostra che il Taekkyeon era praticato già a partire dall'Era dei Tre Regni e trasmessa da Goguryeo a Shilla.  La fonte più antica esistente che menziona il Taekkyeon è il libro Manmulmo (anche Jaemulmo), scritto intorno al 1790 da Lee Sung-ji.  Taekkyeon è inoltre spesso romanizzato informalmente come Taekkyon o Taekyon

## Stili Derivati

### Soo Bahk Do
Soo Bahk Do (수박도) è un'arte marziale fondata e insegnata da Kwan Jang Nim Hwang Kee , dal suo successore Hwang Hyun Chul , noto come HC Hwang, e da istruttori certificati dalle organizzazioni membri del World Moo Duk Kwan, Inc. Questa arte marziale l'arte era originariamente l'antica arte marziale della Corea. Hwang Kee ha creato Moo Duk Kwan con l'influenza di "Soo Bahk Do". 

#### Storia
Nel 1945, Kwang Jang Nim Hwang Kee (1914-2002) fondò il Moo Duk Kwan. Durante la seconda guerra mondiale, il Giappone occupò la Corea, impedendo a Hwang Kee di aprire il suo studio. Dopo che la Corea è stata liberata, ha colto l'occasione per aprire uno studio e iniziare a formare gli studenti. Ha studiato antichi libri di testo coreani che descrivevano un'arte chiamata Soo Bahk, la più antica arte marziale coreana conosciuta all'epoca. Alla fine degli anni '50, i cinque kwan (altre arti marziali coreane popolari) iniziarono il processo di unificazione che avrebbe portato alla creazione del Taekwondo e della Korea Taekwondo Association. All'inizio, Hwang Kee e il suo Moo Duk Kwan accettarono di far parte dell'unificazione. Tuttavia, Kee avrebbe annullato e ritirato Moo Duk Kwan dal processo nel 1958. Hwang Kee desiderava impedire a Soo Bahk Do di diventare uno sport o per uso militare, e invece rimanere sulla crescita personale. Il 30 giugno 1960, Hwang Kee cambiò il nome dell'arte marziale di Moo Duk Kwan da Tang Soo Do a Soo Bahk Do. Dopo la sua morte all'età di 87 anni, l'arte è stata rilevata da suo figlio Hwang Hyun Chul.
Tuttavia, ciò portò a divisioni all'interno di Moo Duk Kwan, con alcuni ex studenti che continuarono a insegnare Tang Soo Do nelle loro scuole e nel 1965, una fazione di studenti guidati da Hong Chong Soo si unì allo sforzo di unificazione dei kwan. Indipendentemente da ciò, Hwang Kee, Moo Duk Kwan e Soo Bahk Do hanno insistito.

#### Tecniche
Soo Bahk Do si distingue per l'uso di posizioni forti e profonde come nello Shotokan Karate , sottolineando anche un uso molto attivo dell'anca per aiutare a generare forza in ogni movimento eseguito. È noto per la sua vasta gamma di calci, un segno distintivo delle arti marziali coreane.
Inoltre, il suo pyong-an ( Pinan ) utilizza molte forme dirette e lineari simili allo Shotokan Karate Kata , mentre i singoli blocchi, colpi e tecniche stesse spesso utilizzano le costruzioni più circolari di altre arti marziali coreane , influenzate dalle arti marziali della Cina settentrionale. stili nel corso della storia.

### Moo Duk Kwan
Moo Duk Kwan è il nome di un'organizzazione di arti marziali fondata da Hwang Kee in Corea del Sud nel 1945 . Le scuole Moo Duk Kwan autorizzate insegnano Soo Bahk Do , precedentemente Tang Soo Do (e prima "Hwa Soo Do"). 'Moo Duk Kwan' si traduce come "Scuola di virtù marziali". Tang Soo Do Moo Duk Kwan si traduce in "la fratellanza e la scuola per fermare il conflitto interiore ed esteriore e sviluppare la virtù secondo la via della mano degna".
Negli Stati Uniti , "Moo Duk Kwan" e il logo del pugno sono marchi registrati a livello federale della US Soo Bahk Do Moo Duk Kwan Federation
```
e "Soo Bahk Do" e il "logo Soo Bahk Do" sono marchi di servizio .
```